# Lijst van civil parishes in Cumbria
Onderstaande lijst bevat alle civil parishes in het Engelse ceremoniële graafschap Cumbria gesorteerd per district.

## Allerdale[1]
- Above Derwent
- Aikton
- Allhallows
- Allonby
- Aspatria
- Bassenthwaite
- Bewaldeth and Snittlegarth
- Blennerhasset and Torpenhow
- Blindbothel
- Blindcrake
- Boltons
- Borrowdale
- Bothel and Threapland
- Bowness-on-Solway
- Bridekirk
- Brigham
- Bromfield
- Broughton
- Broughton Moor
- Buttermere
- Camerton
- Cockermouth
- Crosscanonby
- Dean
- Dearham
- Dundraw
- Embleton
- Gilcrux
- Great Clifton
- Hayton and Mealo
- Holme Abbey
- Holme East Waver
- Holme Low
- Holme St Cuthbert
- Ireby and Uldale
- Keswick
- Kirkbampton
- Kirkbride
- Little Clifton
- Lorton
- Loweswater
- Maryport
- Oughterside and Allerby
- Papcastle
- Plumbland
- Seaton
- Sebergham
- Setmurthy
- Silloth
- St John's Castlerigg and Wythburn
- Thursby
- Underskiddaw
- Waverton
- Westnewton
- Westward
- Wigton
- Winscales
- Woodside
- Workington
- Wythop

## Barrow-in-Furness[2]
- Askam and Ireleth
- Dalton Town with Newton
- Lindal and Marton

## City of Carlisle[3]
- Arthuret
- Askerton
- Beaumont
- Bewcastle
- Brampton
- Burgh by Sands
- Burtholme
- Carlatton
- Carlatton and Cumrew
- Castle Carrock
- Cummersdale
- Cumrew
- Cumwhitton
- Dalston
- Farlam
- Hayton
- Hethersgill
- Irthington
- Kingmoor
- Kingwater
- Kirkandrews
- Kirklinton Middle
- Midgeholme
- Nether Denton
- Nicholforest
- Orton
- Rockcliffe
- Scaleby
- Solport
- St Cuthbert Without
- Stanwix Rural
- Stapleton
- Upper Denton
- Walton
- Waterhead
- Westlinton
- Wetheral

## Copeland[3]
- Arlecdon and Frizington
- Bootle
- Cleator Moor
- Distington
- Drigg and Carleton
- Egremont
- Ennerdale and Kinniside
- Eskdale
- Gosforth
- Haile
- Irton with Santon
- Lamplugh
- Lowca
- Lowside Quarter
- Millom
- Millom Without
- Moresby
- Muncaster
- Parton
- Ponsonby
- Seascale
- St Bees
- St Bridget Beckermet
- St John Beckermet
- Ulpha
- Waberthwaite
- Wasdale
- Weddicar
- Whicham

## Eden[4]
- Ainstable
- Alston Moor
- Appleby-in-Westmorland
- Asby
- Askham
- Bampton
- Barton
- Bolton
- Brough
- Brougham
- Brough Sowerby
- Castle Sowerby
- Catterlen
- Cliburn
- Clifton
- Colby
- Crackenthorpe
- Crosby Garrett
- Crosby Ravensworth
- Culgaith
- Dacre
- Dufton
- Glassonby
- Great Salkeld
- Great Strickland
- Greystoke
- Hartley
- Helbeck
- Hesket
- Hoff
- Hunsonby
- Hutton
- Kaber
- King's Meaburn
- Kirkby Stephen
- Kirkby Thore
- Kirkoswald
- Langwathby
- Lazonby
- Little Strickland
- Long Marton
- Lowther
- Mallerstang
- Martindale
- Matterdale
- Milburn
- Morland
- Mungrisdale
- Murton
- Musgrave
- Nateby
- Newbiggin
- Newby
- Ormside
- Orton
- Ousby
- Patterdale
- Ravenstonedale
- Shap
- Shap Rural
- Skelton
- Sleagill
- Sockbridge and Tirril
- Soulby
- Stainmore
- Tebay
- Temple Sowerby
- Threlkeld
- Thrimby
- Waitby
- Warcop
- Wharton
- Winton
- Yanwath and Eamont Bridge[5]

## South Lakeland[6]
- Aldingham
- Angerton
- Arnside
- Barbon
- Beetham
- Blawith and Subberthwaite
- Broughton East
- Broughton West
- Burton-in-Kendal
- Cartmel Fell
- Casterton
- Claife
- Colton
- Coniston
- Crook
- Crosthwaite and Lyth
- Dent
- Docker
- Dunnerdale with Seathwaite
- Egton with Newland
- Fawcett Forest
- Garsdale
- Grange-over-Sands
- Grayrigg
- Haverthwaite
- Hawkshead
- Helsington
- Heversham
- Hincaster
- Holme
- Hugill
- Hutton Roof
- Kendal
- Kentmere
- Kirkby Ireleth
- Kirkby Lonsdale
- Lakes
- Lambrigg
- Levens
- Longsleddale
- Lower Allithwaite
- Lower Holker
- Lowick
- Lupton
- Mansergh
- Mansriggs[7]
- Meathop and Ulpha
- Middleton
- Milnthorpe
- Natland
- Nether Staveley
- New Hutton
- Old Hutton and Holmescales
- Osmotherley
- Over Staveley
- Pennington
- Preston Patrick
- Preston Richard
- Satterthwaite
- Scalthwaiterigg
- Sedbergh
- Sedgwick
- Skelsmergh
- Skelwith
- Stainton
- Staveley-in-Cartmel
- Strickland Ketel
- Strickland Roger
- Torver
- Ulverston
- Underbarrow and Bradleyfield
- Upper Allithwaite
- Urswick
- Whinfell
- Whitwell and Selside
- Windermere
- Witherslack